# مائدا توشی‌هارو
مائدا توشی‌هارو (انگلیسی: Maeda Toshimasa; – ۴ اوت ۱۵۶۰) پسر مائدا توشی‌تاکا، سامورایی در دوره سنگوکو اهل ژاپن بود.